# Улица Хачатуряна (Москва)
У́лица Хачатуря́на — улица в районе Отрадное Северо-Восточного административного округа города Москвы. Проходит от Алтуфьевского шоссе до улицы Декабристов.

## Название
Проектируемый проезд № 5044 получил название 20 мая 1983 года в память армянского и советского композитора Арама Ильича Хачатуряна (1903—1978) по предложению Союза композиторов СССР и исполнительного комитета Кировского районного совета.

## Описание
Улица Хачатуряна проходит на восток, начинаясь от Алтуфьевского шоссе как продолжение проектируемого проезда № 2236. После примыкания по нечётной стороне Каргопольской улицы и улицы Санникова поворачивает на северо-восток. После этого по чётной стороне начинается Отрадная улица. Заканчивается на улице Декабристов, переходя вместе с улицей Санникова в две противоположные стороны Северного бульвара.

## Примечательные здания, сооружения и общественные пространства

### Комплекс российских традиционных религий
Состоит из православного храма святителя Николая Мирликийского, православной часовни святого великомученика Пантелеимона, мечетей «Инам» и «Ярдям», синагоги «Даркей Шалом». Открытие комплекса, приуроченное к празднованию 850-летия Москвы, состоялось 14 сентября 1997 года. С 2016 года строится буддийский храмовый комплекс Тубден Шедублинг рядом с буддистской ступой и пагодой рая с молильным барабаном.

### Жилой дом (№ 12, корп. 1)
Построен по проекту архитекторов Владимира Юдинцева, Бориса Шабунина и Светланы Казначеевой, удостоенных за него в «2001 году премии Хрустальный Дедал», а также Государственной премии в области литературы и искусства 2002 года.

### Парк «Отрадное»
Между улицами Санникова и Хачатуряна находится парк «Отрадное». Его построили в 1980-е годы во время массовой жилой застройки района на месте яблоневых садов учебного хозяйства деревни Отрадное (вошла в состав Москвы в 1960 году). До 1991 года парк носил имя революционера Сергея Кирова – здесь стоял памятный бюст в его честь, который впоследствии снесли. В 2018 году в парке прошло благоустройство по программе «Мой район». На территории построили детские площадки, баскетбольную и волейбольную площадки, площадку для игры в футбол, памп-трек, зону с воркаутами и зона с тренажерами и столами для настольного тенниса с навесами от непогоды. В парке также отремонтировали сцену для выступлений и обновили танцпол – его выложили черной и белой плиткой в виде клавиш пианино. На Аллее славы парка находится памятная стела «Журавли нашей памяти» в честь павших в вооруженных конфликтах героев района.

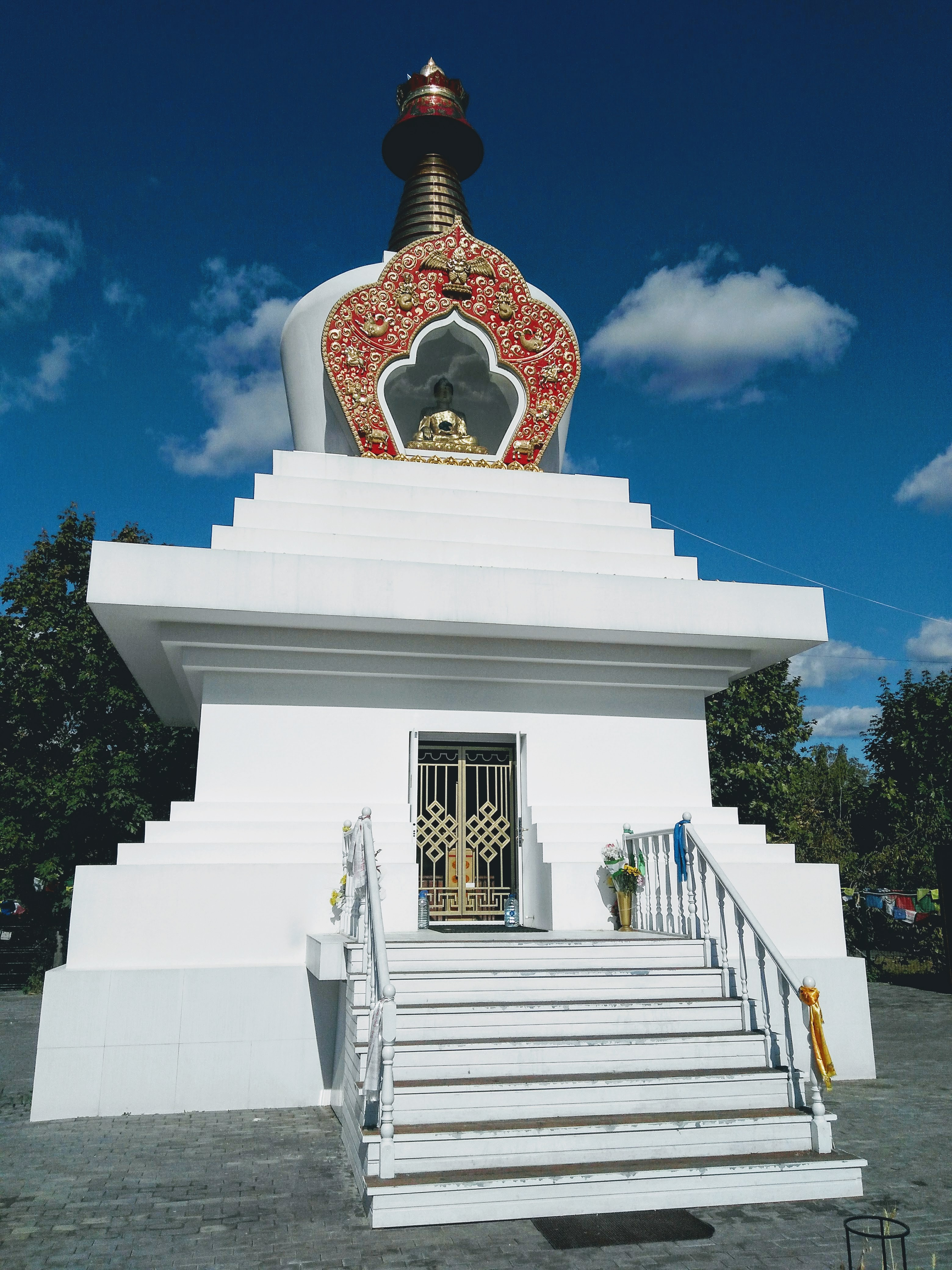
Ступа Просветления храма Тубден Шедублинг
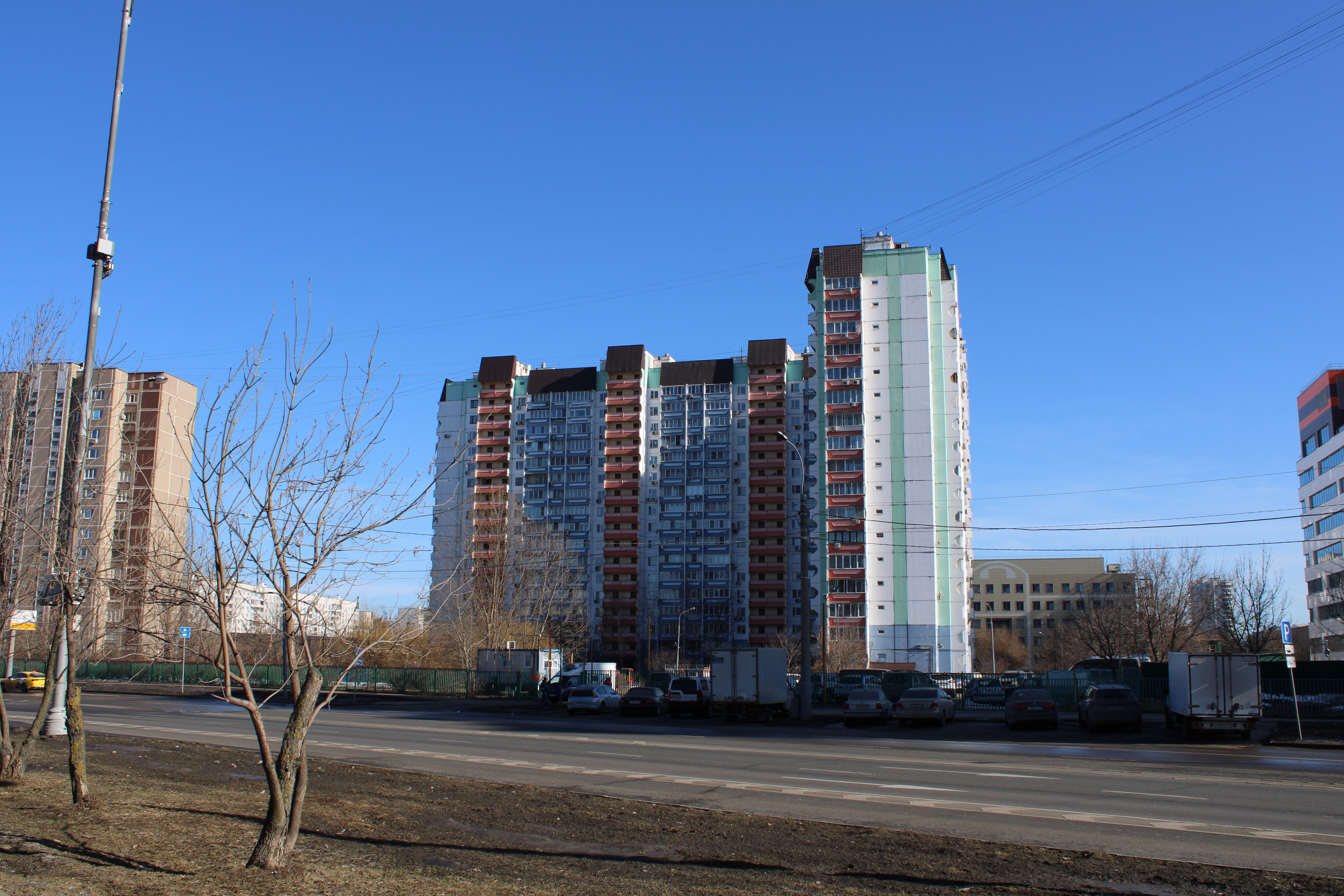
Дом 12, корпус 3

## Общественный транспорт

### Внеуличный транспорт

#### Станцииметро
- Отрадное

### Наземный транспорт

#### Автобусы
- м54:  Верхние Лихоборы  — улица Хачатуряна —  Отрадное —  Бабушкинская — Станция Лосиноостровская
- 598: Юрловский проезд —  Отрадное — улица Хачатуряна —  Алтуфьево —  Лианозово
- 124: Микрорайон 4 «Д» Отрадного — улица Хачатуряна —  Отрадное —  Бабушкинская — Станция Лосиноостровская
- 238к: Микрорайон 4 «Д» Отрадного — улица Хачатуряна —  Отрадное —  Бабушкинская — Станция Лосиноостровская
- 628: Ясный проезд —  Свиблово —  Ботанический сад — улица Хачатуряна —  Отрадное
- 571: Микрорайон 4 «Д» Отрадного — улица Хачатуряна —  Отрадное —  Бескудниково —  Алтуфьево —  Лианозово — Платформа Грачёвская
- С6:  Отрадное — улица Хачатуряна — Юрловский проезд

#### Электробусы
- 637:  Владыкино — улица Хачатуряна —  Отрадное —  Бескудниково —  Бибирево
- 803:  ВДНХ — улица Хачатуряна —  Отрадное —  Бескудниково
- н9:  Китай-город —  ВДНХ —  Телецентр — улица Хачатуряна —  Отрадное —  Бибирево —  Алтуфьево — 6-й микрорайон Бибирева